# Dorudon
Dorudon («diente de lanza» en griego antiguo) es un género extinto de cetáceos basilosáuridos que vivieron en el Eoceno, al igual que los basilosaurios y Zygorhiza. Era un descendiente próximo de los primeros cetartiodáctilos de vida anfibia, como Ambulocetus, pero a diferencia de ellos, su estilo de vida era totalmente acuático. Apareció en el Priaboniense de la era cenozoica, hace aproximadamente 40 millones de años. Medían aproximadamente 5 metros de largo y eran carnívoros, alimentándose de peces y moluscos.
Cuando se encontraron los primeros fósiles de este animal se pensó que eran Basilosaurus jóvenes, pero tras el descubrimiento de fósiles de Dorudon juveniles fue que se propuso el nuevo género. Aunque se parecían bastante a los cetáceos modernos, carecían prácticamente del melón característico de sus descendientes. Como otros miembros de su familia, tenían los orificios nasales a medio camino entre el hocico y lo alto de la cabeza. Las marcas conservadas en varios cráneos fósiles de Dorudon jóvenes inducen a suponer que podrían haber sido presas del Basilosaurus.
Se han encontrado fósiles en lugares muy distantes geográficamente, como Egipto, Túnez y Carolina del Sur (Estados Unidos), por lo que parece que habitaba en las aguas someras y cálidas del océano de Tetis. Se extinguió hace aproximadamente 36 millones de años, poco antes del inicio del Oligoceno, a causa de un gran episodio de cambio climático conocido como «Gran Ruptura» de Stehlin. La especie Dorudon atrox es el arqueoceto mejor conservado.

## Morfología

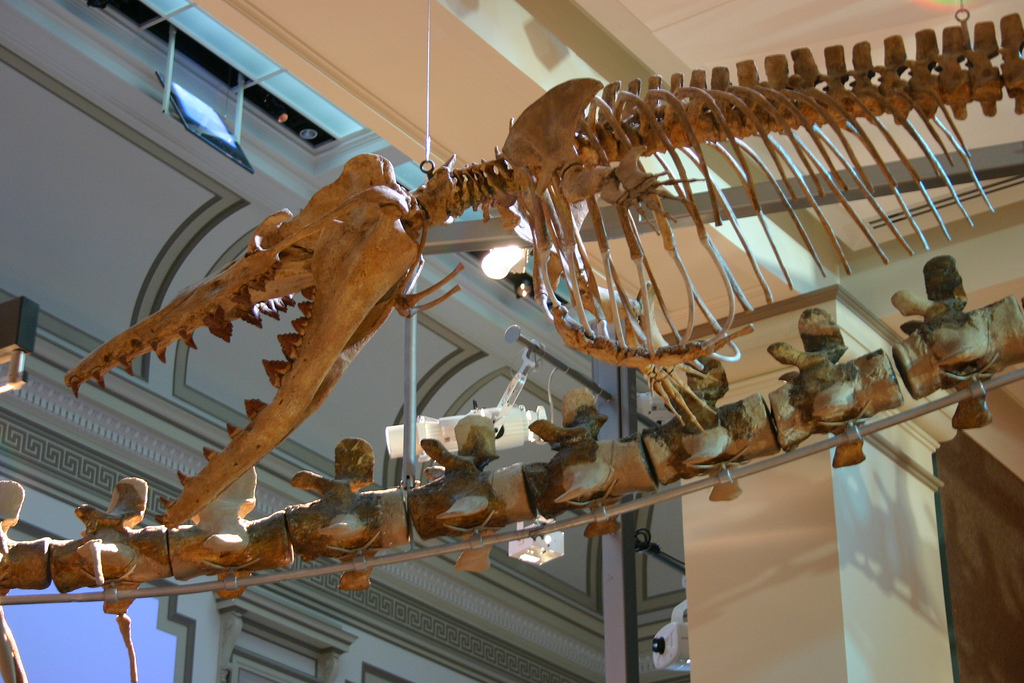
Parte delantera de D. atrox.

Dorudon no es una especie de transición, pero tiene una combinación de características físicas típicas de sus antepasados terrestres y de elementos característicos de las ballenas modernas. Por ejemplo, a diferencia de las ballenas actuales, el basilosaurio tenía una mandíbula bien desarrollada con cuarenta y dos dientes afilados. Los de delante tenían forma de cono y estaban especializados para atrapar las presas, mientras que los de detrás tenían forma triangular y estaban adaptados para desgarrar carne, de manera similar a los mesoníquidos. Por este motivo, durante mucho tiempo estos fueron considerados como los antepasados de los basilosáuridos. Actualmente se cree que los cetáceos comparten un antepasado común con los artiodáctilos.

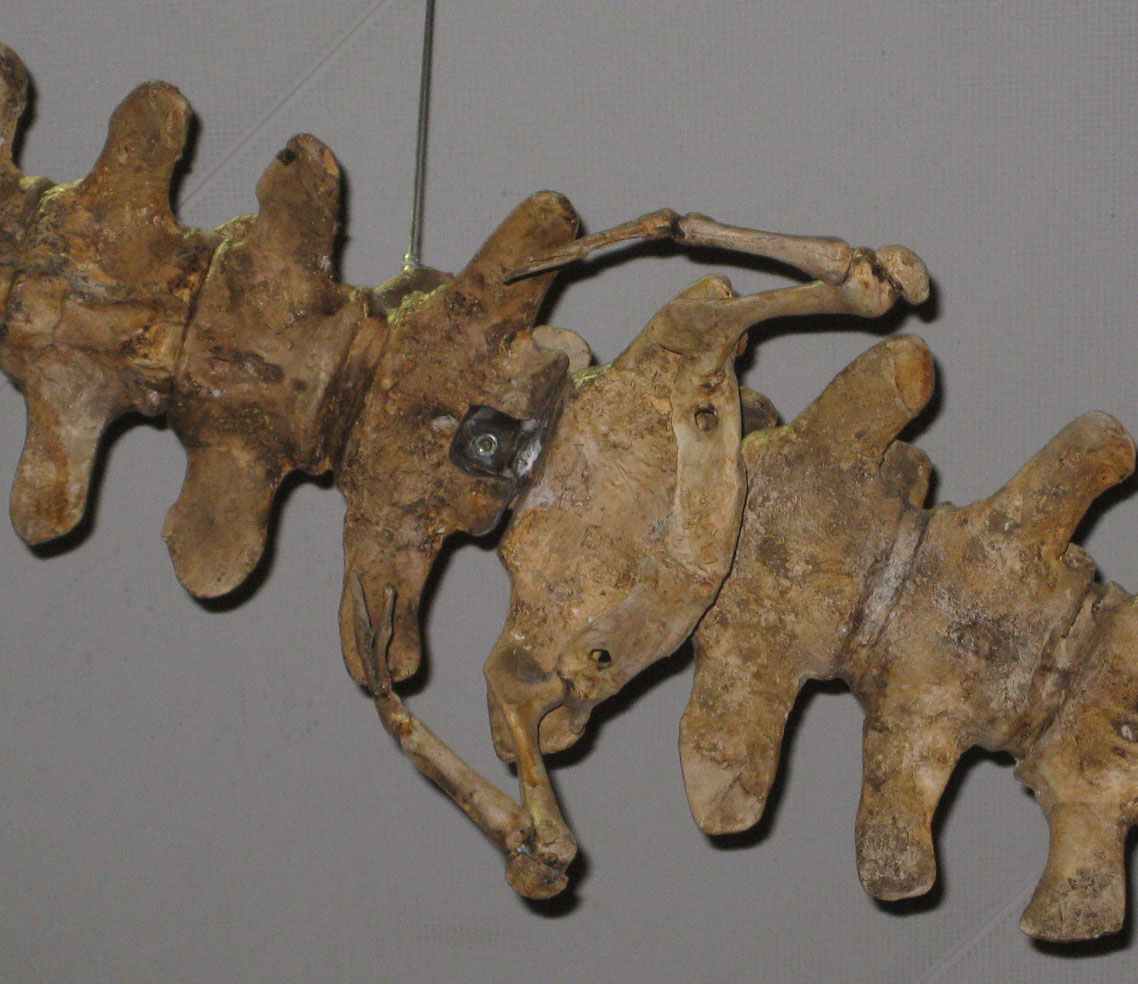
Pelvis de Dorudon, un ejemplo de órgano vestigial, con las pequeñas patas posteriores, en un espécimen del Museo Nacional de Historia Natural del Instituto Smithsoniano, Washington D. C.

Aunque a primera vista se parecía mucho a un delfín, presentaba una serie de diferencias importantes. Poseía unas pequeñas patas posteriores, que probablemente utilizaba para aferrarse mejor a la pareja en el momento de la cópula. Éste es uno de los motivos por los cuales se piensa que Dorudon está relacionado estrechamente con los cetáceos actuales, pero que no es un antepasado directo. A diferencia de los protocétidos, sus precursores, los huesos pelvianos de Dorudon que estaban asociados en estas patas ya no estaban unidos a la columna vertebral, de manera que las posibles vértebras sacras eran indistinguibles del resto de vértebras.
Su columna vertebral presenta muchas adaptaciones a una forma de vida completamente acuática, como unas vértebras cervicales comprimidas, una medida uniforme de las vértebras desde las torácicas hasta las caudales anteriores, y vértebras caudales posteriores aplanadas sobre el eje dorsoventral. Tenía siete vértebras cervicales, diecisiete torácicas, veinte lumbares, ninguna sacra y veintiuna caudales. A pesar de tener una aleta caudal, carecía del pedúnculo caudal que tienen los cetáceos modernos. También se piensa que no tenía ningún tipo de capacidad de desplazarse en tierra firme.
Por otra parte, las patas delanteras, herencia de sus antepasados terrestres, se convirtieron en aletas con una articulación flexible en el codo, semejantes en las de las focas de hoy en día. Sin embargo, el movimiento del codo estaba limitado al plano anteroposterior.

Columna vertebral de Dorudon.

La cabeza de Dorudon no disponía de melón como el de las ballenas dentadas actuales, y su cerebro también era más pequeño en comparación. Esto lleva a pensar que las poblaciones de Dorudon no formaban grupos sociales como las ballenas actuales. El cociente de encefalización de Dorudon (0,39) era inferior a los cetáceos actuales (entre 0,5 y 2,7). La ausencia de melón también le habría impedido utilizar ultrasonidos para orientarse como hacen los odontocetos modernos. Las narinas se encontraban en una posición retrasada de la cabeza con respecto a los protocétidos, pero aun así estaban más adelante que en los cetáceos modernos.
Uno de los rasgos que diferencian a los mamíferos acuáticos de los peces es el tipo de movimiento que utilizan para desplazarse. Mientras que los peces mueven su cola horizontalmente, los mamíferos lo hacen verticalmente. Como los cetáceos modernos, Dorudon se impulsaba con la cola. Era un nadador bastante lento: su velocidad se estima en unos doce metros por segundo. Su cuerpo era fusiforme, lo que lo ayudaba a ganar en capacidad hidrodinámica.
Medía aproximadamente cinco metros de largo y pesaba unos 2.240 kilogramos, un poco menos que el zifio de Cuvier de hoy en día. A diferencia de los cetáceos modernos (en los que las hembras suelen ser mucho más mayores) y sus primos basilosaurios (en los que se daba el caso inverso), los indicios parecen sugerir que en Dorudon no había dimorfismo sexual. Como la mayoría de ejemplares conocidos son juveniles, periodo en que la diferencia sexual no estaría tan acentuada, este aspecto se ha tenido que estudiar mediante la evaluación de rasgos presentes desde la infancia. Por este motivo, tampoco se puede descartar que en los ejemplares adultos sí hubiera un dimorfismo sexual marcado.

## Comportamiento

Un esqueleto de Dorudon en Egipto.

Los animales que viven en zonas costeras tienen más probabilidades de quedar fosilizados después de su muerte, y en este estadio evolutivo, Dorudon ya era un animal totalmente acuático. Gracias a los fósiles que se han encontrado, los paleontólogos pueden imaginarse cuál era el comportamiento de este animal hace 40 millones de años.
Como todos los cetáceos, tenía una dieta carnívora. Se alimentaba principalmente de moluscos y pequeños peces. Por otra parte, los fósiles encontrados en Wadi al-Hitan indican que Dorudon era un animal gregario que vivía en grupos.
Como las ballenas actuales, respiraba aire y tenía que salir periódicamente a la superficie para tomarlo. Sin embargo, a diferencia de los cetáceos de hoy en día, no tenía espiráculos, sino que tenía que sacar la cabeza por encima de la superficie del agua y respirar profundamente por medio de los orificios nasales, situados a medio camino entre el hocico y la parte superior de la cabeza.

## Hábitat

Huesos en el yacimiento de Wadi al-Hitan.

Dorudon vivió en los mares tropicales y subtropicales del Eoceno superior (Priaboniense). Su difusión geográfica estaba centrada en el océano de Tetis, un océano primitivo que se formó hace 250 millones de años a finales del periodo Pérmico y que en tiempo del Eoceno todavía separaba África y el subcontinente indio, cerca del sur de Eurasia.
Como su predecesor, el Paleo-Tetis, el océano de Tetis era un océano profundo y cálido. Poseía numerosos mares marginales, especialmente en la zona eurasiática. En la época en que vivió Dorudon, el océano ya se encontraba en un estadio adelantado de su proceso de cierre, que empezó hace 100 millones de años con la fragmentación de Gondwana y el movimiento de África y la India hacia latitudes más septentrionales. Este proceso continuó durando el Cuaternario hasta que el océano de Tetis quedó casi totalmente cerrado. Hoy en día, el mar Mediterráneo y el mar Negro son algunos de los pocos vestigios que quedan.
Dorudon vivía en aguas poco profundas próximas a la costa. Por ejemplo, los fósiles de D. serratus se han encontrado en tres subformaciones diferentes de Fayum, que en tiempo del Eoceno eran un ecosistema de mar abierto somero (formación de Gehannam), un ecosistema centrado en un banco de arena costero (formación de Birket Qarun) y una laguna (formación de Qasr el-Sagha).
Dorudon compartía hábitat con mamíferos marinos como el basilosaurio o Zygorhiza, y tiburones como Otodus o Physogaleus. Mientras que los adultos eran bastantes fuertes como para defenderse incluso de los predadores más grandes, las crías de Dorudon podrían haber sido presas frecuentes de los basilosaurios, como lo demuestran marcas de mordeduras encontradas en el cráneo de algunas crías.

## Fósiles

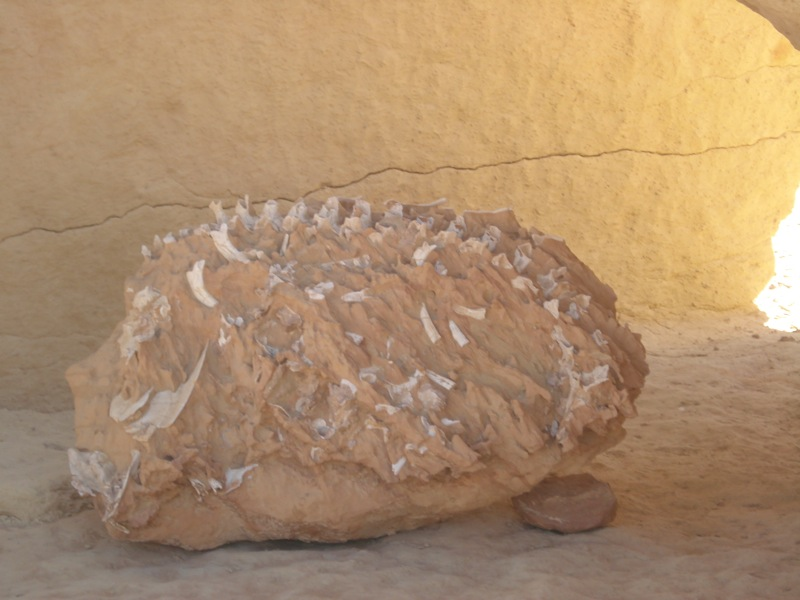
Columna vertebral de una cría de Dorudon en Wadi al-Hitan.

En un primer momento se creyó que los fósiles de Dorudon descubiertos correspondían a ejemplares jóvenes de Basilosaurus, debido a la similitud entre sus estructuras óseas y a su menor tamaño. Descubrimientos recientes de esqueletos fósiles de Dorudon en diversos estadios de crecimiento han demostrado que son un género diferente.
El primer fósil fue descubierto en 1906 en Egipto, pero fue confundido con un basilosaurio joven. Wadi al-Hitan, el célebre «valle de las ballenas» de Egipto, tiene un repertorio de fósiles que ha llevado a los científicos a especular sobre las relaciones ecológicas que se desarrollaban en tiempo del Eoceno. En efecto, el yacimiento contiene, entre otras especies, restos de basilosaurios adultos y de Dorudon adultos y crías. En el Eoceno superior, Wadi al-Hitan era una bahía somera donde, como algunos mamíferos marinos actuales, los Dorudon podrían haber acudido para dar a luz en un lugar protegido. La cabeza de algunos Dorudon jóvenes parece haber sido aplastada por algún predador, y lo único que parece lo bastante grande como para ser responsable es el basilosaurio. La gran fuerza necesaria para abatir una presa de la medida de Dorudon explicaría por qué todos los basilosaurios de Wadi al-Hitan son adultos. Sin embargo, los basilosaurios no son los únicos predadores potenciales de Dorudon; también se han identificado como posibles predadores tiburones y cocodrilos marinos.

## Especies

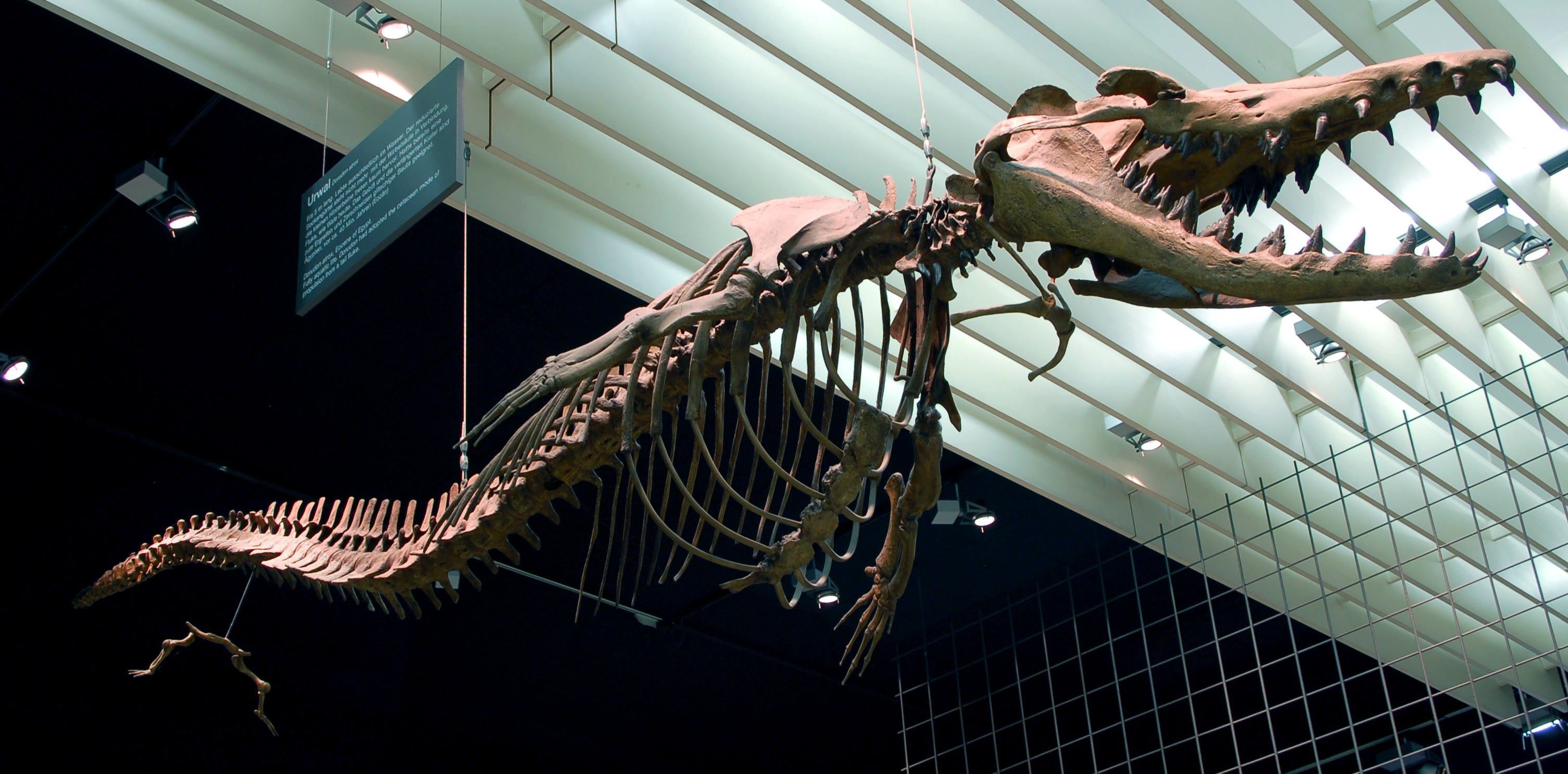
Esqueleto de Dorudon atrox en el Museo de Senckenberg.

El género Dorudon comprende dos especies:

### Dorudon atrox
Descrita por Charles William Andrews el año 1906 con el nombre Prozeuglodon atrox, a partir de material fósil encontrado a la formación de Fayum, Egipto. Todavía hoy en día, los turistas pueden visitar el yacimiento y ver los huesos de muchos cetáceos prehistóricos, entre ellos D. atrox. Al principio, Andrews clasificó el material perteneciente a D. atrox como Zeuglodon isis, pero después lo separó de esta especie basándose en la presencia de una protuberancia posterointerna en lo que él creía que eran los premolares P3 y P4. Sin embargo, en realidad el ejemplar que Andrews estudiaba era un ejemplar joven, y estos dientes eran dientes de leche. Remington Kellogg se dio cuenta de ello y, creyendo que era un ejemplar juvenil de Zeuglodon isis, recombinó ambas especias en Prozeuglodon isis. En la década de 1990, Philip D. Gingerich volvió a separar la especie, y basándose en comparaciones con D. serratus, esta fue incluida al género Dorudon.
Se dispone de material fósil de casi toda la anatomía de D. atrox, excepto los huesos principales de la cadera y algunas partes de las patas posteriores. Sin embargo, es difícil distinguir D. atrox de D. serratus, debido a que no se conocen muchos ejemplares adultos de esta última especie.

### Dorudon serratus

Restos de Dorudon.

Descrita por Robert Wilson Gibbes en 1845 con su nombre actual, a partir de material fósil encontrado en Carolina del Sur, en la formación de Harleyville. Es muy parecido físicamente a Zhygorhiza kochii, y no está claro cuáles de sus características hay que utilizar para diferenciar las dos especies. El hecho de que la mayoría de ejemplares de Z. kochii sean adultos y que el tipo de D. serratus sea uno juvenil no ha hecho más que exacerbar la confusión, y hasta que no se lleven a cabo estudios más detallados no se puede descartar que formen una misma especie.
Se dispone de poco material fósil de esta especie: sólo algunos huesos craneales fragmentarios, dientes y vértebras caudales. Se ha perdido parte del material descrito por Gibbes, y parece difícil de que se puedan recuperar más huesos de la localidad tipo, debido a que actualmente se encuentra inundada por el tercer lago mayor de Carolina del Sur, el lago Moultrie, creado al principio de la década de 1940 por los servicios públicos del estado.

## Documentales

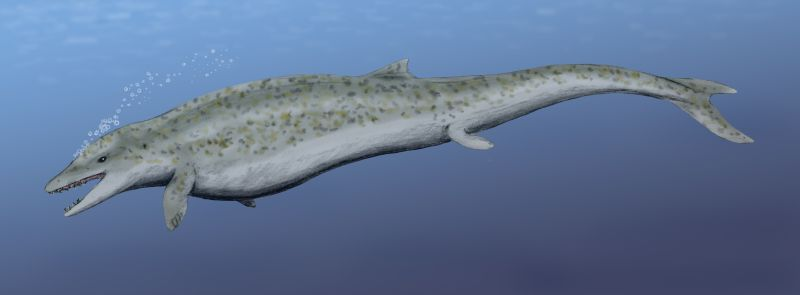
Representación artística de un Dorudon.

Un grupo de Dorudon es uno de los protagonistas del segundo episodio de la serie de paleontología de la BBC Walking with Beasts. En el episodio, una hembra de basilosaurio desesperadamente hambrienta descubre al grupo de Dorudon, en el que las hembras están a punto de parir. Cuando la hembra de basilosaurio se acerca, los Dorudon empiezan a asediarla, intentando utilizar su superioridad numérica para intimidarla y expulsarla. La proximidad de los terrenos de cría de Dorudon los incita todavía más a repeler la amenaza. Este acoso parece tener éxito, y el basilosaurio retrocede al fondo marino a rascarse contra un banco de arena para desparasitarse. Los Dorudon vuelven a los mismos terrenos de cría que cada año para dar a luz, y algunas crías ya han nacido hace pocos días. El basilosaurio descubre estos terrenos y los Dorudon adultos empiezan inmediatamente a alejar las crías del predador. Los adultos también lanzan ataques contra el basilosaurio para alejarlo, y en un primer momento lo consiguen. Sin embargo, el basilosaurio no desiste y devuelve al ataque poco después, consiguiendo capturar diversas crías a lo largo de los días siguientes a pesar de los esfuerzos de los adultos.
Dorudon también ha aparecido en Sea Monsters, un documental de la BBC similar a Walking with Beasts; su aparición ocurre en el segundo programa, «Into the Jaws of Death», donde Nigel Marvin bucea siguiendo un Arsinoitherium que se ha tirado en el agua y se encuentra con unos cuantos Dorudon.